# Lepus brachyurus
La lepre giapponese (Lepus brachyurus Temminck, 1845) è un mammifero lagomorfo della famiglia dei Leporidi.

## Distribuzione
Con quattro sottospecie (Lepus brachyurus angustidens, Lepus bracyurus brachyurus, Lepus brachyurus lyoni e Lepus brachyurus okiensis) la specie è diffusa in tutto il Giappone a sud dell'isola di Hokkaidō.
Il suo habitat è costituito dalle aree prative o con presenza di radi cespugli, preferibilmente in aree collinari o submontane: non teme l'uomo e la si trova anche in aree antropizzate.

## Descrizione

### Dimensioni
Misura fino a 40 cm di lunghezza, per un peso che può raggiungere i 2 kg.

### Aspetto
Nel complesso l'aspetto è tozzo e squadrato, con testa arrotondata ed orecchie corte ed arrotondate.
Il pelo presenta colorazione con tonalità che vanno dal grigiastro al bruno-nerastro a seconda dell'esemplare: la regione ventrale e la testa presentano colorazione più chiara rispetto al pelo del dorso, che è variamente brizzolato di nero. Le popolazioni delle zone più fredde tendono ad assumere colorazione bianca dopo la muta invernale, per meglio mimetizzarsi in ambienti ricoperti da un manto nevoso.

## Biologia
Si tratta di animali solitari e notturni, che durante il giorno riposano nel folto della vegetazione e qualche volta anche in tane scavate da altri animali e poi abbandonate (si tratta dell'unica specie di lepre a mostrare tale comportamento). Si muove velocemente e con estrema circospezione, tendendo sempre i propri sviluppatissimi sensi in allerta per percepire anche il minimo segnale che indichi la presenza di un intruso o di un pericolo nelle vicinanze. In tal caso, l'animale si immobilizza, contando sul proprio manto mimetico per passare inosservato agli occhi dell'intruso: se costui tuttavia si avvicina troppo, la lepre giapponese rompe il proprio stato di immobilità e si dà a una fuga precipitosa ed a percorso zigzagante.

### Alimentazione
Si nutre principalmente di erbe, foglie e germogli: a volte si avventura fra le chiome degli alberi, proprio allo scopo di mangiarne i succulenti germogli, e causando in alcuni casi seri danni alle coltivazioni.

Come gli altri Leporidi, pratica abitualmente la coprofagia per ridigerire il cibo ed estrarne la maggiore quantità possibile di nutrienti.

### Riproduzione
La stagione riproduttiva va da febbraio a luglio: la femmina può tuttavia partorire durante tutto l'arco dell'anno, qualora le condizioni ambientali lo consentano, e portare allo svezzamento fino a cinque cucciolate in un anno. I cuccioli, da uno a quattro per cucciolata, nascono dopo una gestazione di un mese e mezzo circa e sono già ricoperti di pelo ed in grado di vedere alla nascita: essi possono dirsi indipendenti dalla madre già a partire dallo svezzamento (che si completa attorno al mese di vita), ma non possono riprodursi prima dei dieci mesi d'età, quando viene raggiunta la maturità sessuale.